# Civilian
Civilian (сиви́льян, с англ. — «Граждане», «Штатские») — двенадцатый, последний альбом, 1980 года, британской рок-группы Gentle Giant — вскоре после записи этого альбома группа распалась. Выпущен на лейбле Chrysalis Records.
По сравнению с предыдущими альбомами, Civilian обладает наиболее коммерческим звучанием, а его аранжировки значительно проще и прямолинейнее.

## Список композиций
1. Convenience (Clean And Easy) — 3:14
2. All Through The Night — 4:20
3. Shadows On The Street — 3:18
4. Number One — 4:39
5. Underground — 3:48
6. I Am A Camera — 3:33
7. Inside Out — 5:51
8. It’s Not Imagination — 3:59
  - бонусный трек:
9. Heroes No More — 4:25

## Участники записи
- Гэри Грин — электрогитара, акустическая гитара, двенадцатиструнная гитара
- Кери Минниар — клавишные, вокал
- Дерек Шульман — вокал, альт-саксофон
- Рей Шульман — бас-гитара, акустическая гитара, бэк-вокал
- Джон Уэзерс — барабаны, перкуссия, бэк-вокал